# Krakowski Szpital Specjalistyczny im. Jana Pawła II
Krakowski Szpital Specjalistyczny im. św. Jana Pawła II – szpital w Krakowie mieszczący się przy ul. Prądnickiej 80; od 1990 nosi imię Jana Pawła II.

## Historia szpitala

### Zmiany nazwy[1]
- 1917 – Miejskie Zakłady Sanitarne
- 1945 – Miejski Szpital Zakaźny
- 1948 – Wojewódzki Szpital Specjalistyczny im. dr Anki
- 1957 – Miejski Szpital Specjalistyczny im. dr Anki
- 1990 – Krakowski Szpital Specjalistyczny im. Jana Pawła II w Krakowie
- 2012 – Krakowski Szpital Specjalistyczny im. Jana Pawła II
- 2023 – Krakowski Szpital Specjalistyczny im. św. Jana Pawła II

### Kalendarium[1]
- 1913–1917 – Budowa Zakładów Sanitarnych na Prądniku Białym, na podstawie uchwały Krakowskiej rady Miejskiej z 22 lipca 1913. Zakłady obejmowały: sanatoria szkarlatynowe i gruźlicze, laboratorium bakteriologiczne, pełne zaplecze z kuchnią i pralnią.
- 1939–1945 – Praca zakładu w warunkach okupacyjnych. Szpital służył żołnierzom chorym na gruźlicę i szkarlatynę oraz rannym. Dyrektorzy: dr Edward Żuliński (1939–1940), Jan Fischer (1940–1944). Wówczas pracowało ok. 150 polskich pracowników. Po przejęciu szpitala przez Wehrmacht wraz z nim napłynął niemiecki personel medyczny, pielęgniarski i częściowo administracyjny.
- 1945 – Powstaje Miejski Szpital Miasta Krakowa, przekształcony później w Miejski Szpital Zakaźny. Podzielono placówkę na dwie części: oddział gruźliczy oraz zakaźny.
- 1948 – Szpital został przekształcony w Wojewódzki Szpital Specjalistyczny im. dr Anki (Helena Wolff, 1915–1944), powstały oddziały chorób płuc, placówka rozbudowała się i rozszerzyła zakres działalności.
- 1949
  - Powstał Oddział Torakochirurgii
  - Utworzono Aptekę Szpitalną.
- 1951–1953 – Utworzono zakaźne oddziały dziecięce:
  - 1951 – Regionalny Oddział Heinego-Medina, który po połączeniu z Oddziałem gruźliczego Zapalenia Opon Mózgowo-Rdzeniowych przemianowany został na Oddział Neuroinfekcji i Neurologii Dziecięcej
  - 1953 – Oddział Chorób Zakaźnych Wieku Dziecięcego powstały z połączenia oddziałów Szkarlatynowego, Gruźlicy Dziecięcej i Błoniczego, później przekształcony w Oddział Chorób Infekcyjnych Dzieci i Hepatologii Dziecięcej.
- 1955 – Powstał Oddział Wirusowego Zapalenia Wątroby.
- 1975
  - Przekształcono Oddział Torakochirurgii w Centrum, w którym utworzono Pododdział Wad Serca
  - Powstała pracownia hemodynamiki i pracownia krążenia pozaustrojowego.
- 1979
  - Decyzją Ministerstwa Zdrowia w Szpitalu zlokalizowano Instytut Kardiologii AM im. M. Kopernika
  - Zorganizowano Oddział Intensywnej Terapii Pooperacyjnej.
- 1981
  - Utworzono Klinikę Chorób Serca i Naczyń i Klinikę Elektrokardiologii
  - Rozpoczęto rozwijanie diagnostyki chorób układu krążenia.
- 1988 – Uruchomiono Oddział Chirurgii Klatki Piersiowej.
- 1990 – Jan Paweł II zostaje patronem szpitala.
- 1991 – Utworzono Klinikę Choroby Wieńcowej.
- 1993–1998 – Powstał nowoczesny budynek Kliniki Kardiochirurgii z blokiem operacyjnym i intensywną terapią, zapleczem laboratoryjnym i diagnostycznym, sterylizacją i bankiem krwi oraz inne obiekty towarzyszące.
- 1996 – Utworzono Ośrodek Diagnostyki i Rehabilitacji Chorób Serca i Płuc.
- 1997 (9 czerwca) – wizyta papieża Jana Pawła II, poświęcenie Kliniki Kardiochirurgii.
- 1999
  - Szpital uzyskał osobowość prawną i działa jako samodzielny publiczny zakład opieki zdrowotnej
  - Uruchomiono nowy Zakład Hemodynamiki i Angiokardiografii
  - Wybudowano nowoczesny Zakład Patomorfologii.
- 2000
  - Uruchomiono, po modernizacji, nowoczesny obiekt Ośrodka Diagnostyki i Rehabilitacji Chorób Serca i Płuc z Pododdziałem Szybkiej Diagnostyki i nowoczesnymi pracowniami m.in.: rezonansu magnetycznego, wielorzędowej spiralnej tomografii komputerowej – MSCT (pierwsza w Europie Centralnej), scyntygrafii i body pletyzmografii
  - W zmodernizowanym budynku dawnej Kardiochirurgii utworzono oddział chirurgii naczyń i transplantologii
  - Powstała Wojewódzka Poradnia Szczepień Ochronnych.
- 2001
  - Utworzono Małopolskie Centralne Laboratorium Diagnostyki Prątka Gruźlicy z siedzibą przy ul. Ułanów 29 oraz Pododdział Chemioterapii w II Oddziale Chorób Płuc
  - Wprowadzono system elektronicznej rejestracji i prowadzenia dokumentacji Infomedica oraz systemy umożliwiające dostęp do obrazów generowanych przez urządzenia diagnostyczne.
- 2002
  - Zmodernizowano i rozbudowano budynek mieszczący Oddział Kliniczny Chorób Serca i Naczyń oraz Oddział Kliniczny Elektrokardiologii z 2 salami zabiegowymi
  - Uruchomiono salę videotorakoskopii w Oddziale Chirurgii Klatki Piersiowej.
- 2003 – Utworzono w Szpitalu:
  - Samodzielną Pracownię Biologii Molekularnej i Badań Naukowych
  - Samodzielny Oddział Anestezjologii i Intensywnej Terapii
  - Dział Transfuzjologii Szpitalnej.
- 2004 – Szpital uzyskał certyfikat jakości zgodny z normą ISO 9001:2000.
- 2006 – Utworzono Ośrodek Rehabilitacji.
- 2007–2012 – Rozbudowa Szpitala realizowana ze środków Unii Europejskiej.
- 2008 – Utworzono dwa samodzielne oddziały anestezjologii i intensywnej terapii zabezpieczające dział kardiologiczny i pulmonologiczny.
- 2009 – Szpital otrzymał status szpitala akredytowanego.
- 2011 – Utworzono Ośrodek Nowoczesnej Diagnostyki Laboratoryjnej oraz Zespół Długoterminowej Opieki Domowej dla Osób Wentylowanych Mechanicznie.
- 2012
  - Utworzono Poradnię Leczenia Otyłości.
  - Przekształcono dotychczasowy Ośrodek Diagnostyki, Prewencji i Telemedycyny z pododdziałem w samodzielny Oddział Szybkiej Diagnostyki, wydzielając trzy samodzielne jednostki: Oddział Szybkiej Diagnostyki, Zakład Radiologii i Diagnostyki Obrazowej oraz Zakład Medycyny Nuklearnej.
  - Wydzielono jako samodzielne oddziały: Wirusowego Zapalenia Wątroby i Hepatologii oraz Rehabilitacji.
  - Oddano do użytku budynek konferencyjno-administracyjny.
  - We współpracy z Uniwersytetem Jagiellońskim Collegium Medicum uruchomiono studia podyplomowe w zakresie badań klinicznych.
- 2013
  - Minister Zdrowia przyznał placówce Certyfikat Akredytacyjny nr 2013/3.
  - Oddano do użytku zmodernizowany obiekt – budynek „0” (tzw. Stara pralnia)

## Szpitalne oddziały
KARDIOLOGIA I KARDIOCHIRURGIA
- Oddział Kliniczny Chirurgii Serca, Naczyń i Transplantologii
- Oddział Kliniczny Chorób Serca i Naczyń z Pododdziałem Intensywnego Nadzoru Kardiologicznego
- Oddział Kliniczny Choroby Wieńcowej i Niewydolności Serca z Pododdziałem Intensywnego Nadzoru Kardiologicznego
- Oddział Kliniczny Elektrokardiologii
- Oddział Kliniczny Kardiologii Interwencyjnej z Pododdziałem Intensywnego Nadzoru Kardiologicznego
- Oddział Anestezjologii i Intensywnej Terapii
- Oddział Anestezjologii i Intensywnej Terapii Medycznej

CHIRURGIA NACZYNIOWA
- Oddział Chirurgii Naczyń z Pododdziałem Zabiegów  Endowaskularnych

PULMONOLOGIA I CHIRURGIA KLATKI PIERSIOWEJ
- Oddział Chorób Śródmiąższowych Płuc i Transplantologii
- Oddział Chorób Płuc z Pododdziałem Onkologicznym
- Oddział Kliniczny Chirurgii Klatki Piersiowej i Chirurgii Onkologicznej z Pododdziałem Rehabilitacji Pulmonologicznej
- Oddział Anestezjologii i Intensywnej Terapii Pulmonologicznej
- Oddział Onkologiczny z Pododdziałem Diagnostyki Nowotworów Klatki Piersiowej

CHOROBY ZAKAŹNE I DZIECIĘCE
- Oddział Chorób Infekcyjnych Dzieci i Hepatologii Dziecięcej
- Oddział Pediatrii i Neurologii Dziecięcej

NEUROLOGIA
- Oddział Neurologiczny z Pododdziałem Udarowym i z Pododdziałem Rehabilitacji Neurologicznej

DIAGNOSTYKA
- Oddział Szybkiej Diagnostyki

REHABILITACJA I PROFILAKTYKA
- Oddział Rehabilitacji Kardiologicznej

## Wyróżnienia
W 1969 Miejski Szpital Specjalistyczny im. dr Anki otrzymał Złotą Odznakę „Za Pracę Społeczną dla miasta Krakowa”.